# Shu Kurata
Shu Kurata, född 26 november 1988, är en japansk fotbollsspelare som spelar för Gamba Osaka i J1 League.
Kurata debuterade för Japans landslag den 5 augusti 2015 i en 1–1-match mot Sydkorea.